# Çobanlar
Çobanlar là một huyện thuộc tỉnh Afyonkarahisar, Thổ Nhĩ Kỳ. Huyện có diện tích 393 km² và dân số thời điểm năm 2007 là 13092 người, mật độ 33 người/km².